# Leirvatnet
Leirvatnet är en sjö huvudsakligen i Norge, men också i Jokkmokks kommun i Lappland och ingår i Luleälvens huvudavrinningsområde. Sjön har en area på 2,58 kvadratkilometer och ligger 826 meter över havet. Leirvatnet ligger i Padjelanta Natura 2000-område. Sjön avvattnas av vattendraget Duvggejåhkå. Glaciären Blåmannsisen (Ålmåjalusjjiegŋa) förser sjön med vatten. Sjön har fått sitt namn (Lervattnet vid översättning från norska) p.g.a. att vattnet ser ut som lervälling orsakat av allt slam (silt) som produceras av erosionen mellan Blåmannsisen och berggrunden.
Leirvatnet har inget känt samiskt namn varken i Norge eller Sverige.

## Delavrinningsområde
Leirvatnet ingår i det delavrinningsområde (746465-151533) som SMHI kallar för Utloppet av Leirvatnet. Medelhöjden är 1 108 meter över havet och ytan är 36,37 kvadratkilometer. Räknas de 2 avrinningsområdena uppströms in blir den ackumulerade arean 87,11 kvadratkilometer. Duvggejåhkå som avvattnar avrinningsområdet har biflödesordning 3, vilket innebär att vattnet flödar genom totalt 3 vattendrag (Vuojatädno, Stora Luleälv, Luleälven) innan det når havet efter 439 kilometer. Avrinningsområdet består mestadels av kalfjäll (30 procent). Avrinningsområdet har 2,07 kvadratkilometer vattenytor vilket ger det en sjöprocent på 5,7 procent. Delavrinningsområdet täcks till 64,4 procent av glaciärer, med en yta av 23,4394 kvadratkilometer.

## Galleri

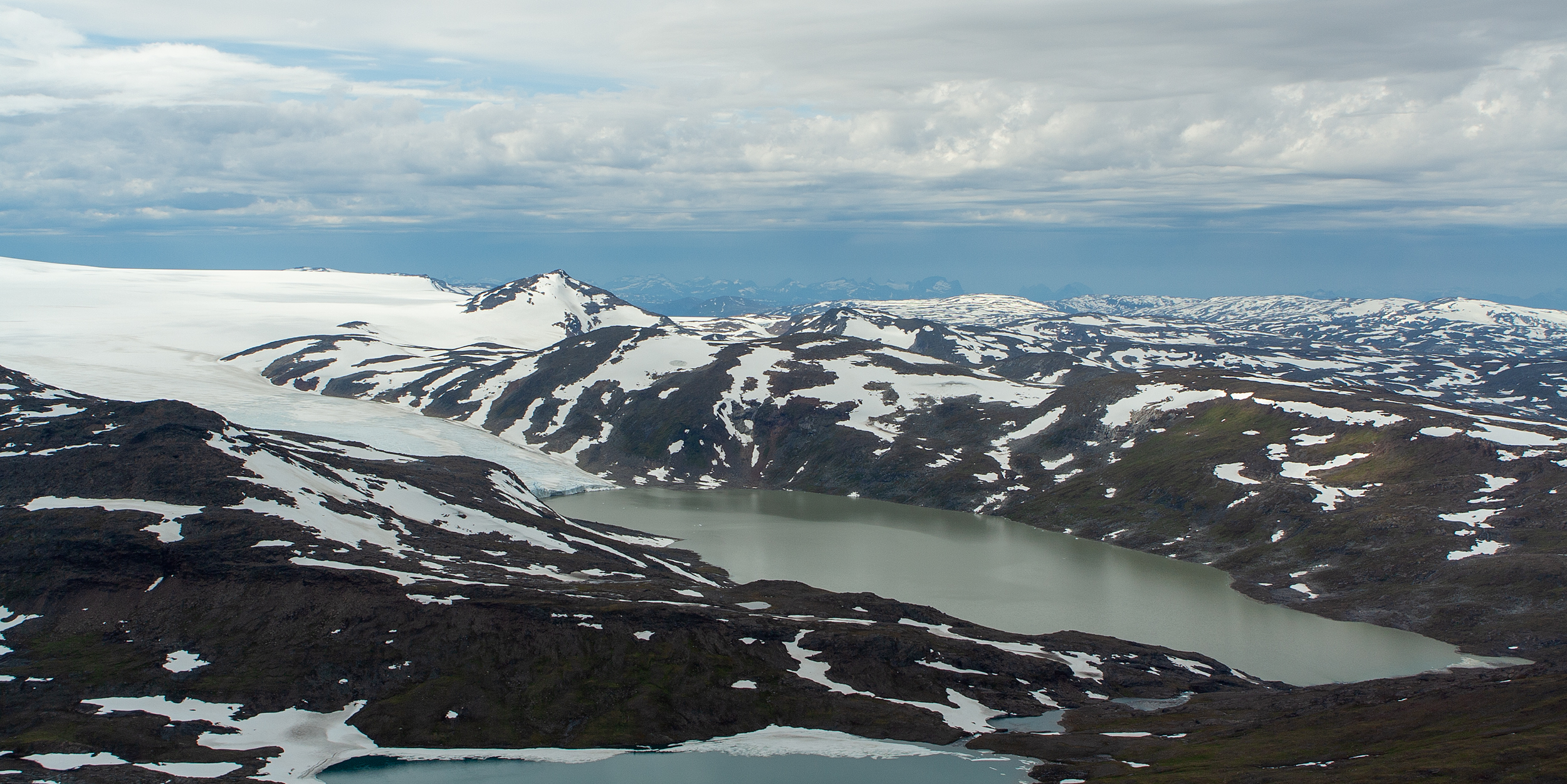
Leirvatnet sedd från 1550, 2 km NNO om Riksröse 240A.